# Stepan Malyguine

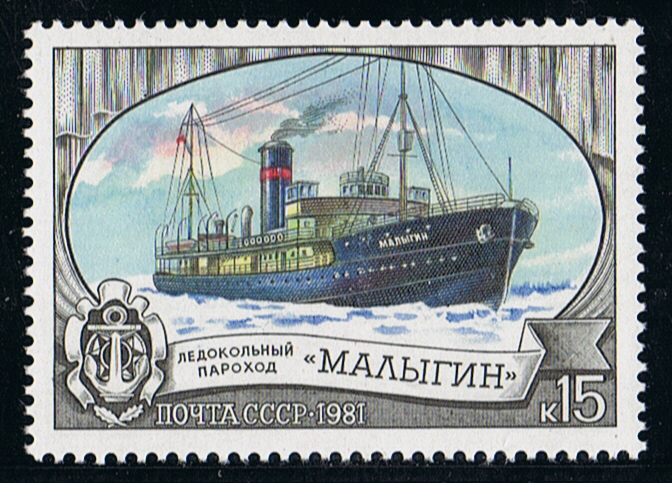
Timbre émis en hommage à Malyguine

Stepan Gavrilovitch Malyguine (en russe : Степан Гаврилович Малыгин), mort le 12 septembre 1764 à Kazan, est un explorateur russe.

## Biographie

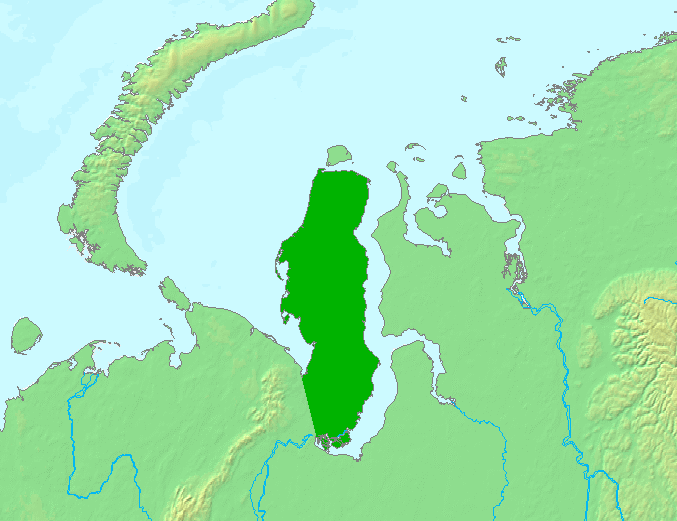
Carte de la zone explorée.

Élève de l'École de mathématiques et de navigation de Moscou (1711-1717), il entre dans la marine à la sortie de l'école et est promu lieutenant en 1721. Jusqu'en 1735, il sert dans la flotte de la Baltique. En 1733, il rédige le premier manuel de navigation russe, Сокращённая навигация по карте де-Редукцион
Lors de la deuxième expédition du Kamtchatka, Stepan Mouraviov et Mikhaïl Pavlov étant démis de leurs fonctions pour mésentente, ils sont remplacés par Stepan Malyguine et Alexeï Skouratov pour explorer la côte entre Arkhangelsk et l'Ob en 1736 ; le premier reçoit le commandement du Perviy et le deuxième celui du Vtoroy. Les deux hommes passent ainsi le détroit de Iougor et atteignent la péninsule de Yamal où ils sont bloqués par les glaces et doivent renoncer. Ils hivernent alors vers le Kara où les côtes ouest et nord de la péninsule de Yamal sont relevés par le géodésien Vassili Selifontov. Au printemps 1737, l'île Bely est cartographiée par Selifontov ainsi que la côte ouest de la baie de l'Ob.
Le 4 juillet, Malyguine reprend la mer et atteint la pointe nord de la péninsule de Yamal le 23. Il passe ensuite le détroit qui porte aujourd'hui son nom et s'arrête à Berezovo le 5 octobre avant de regagner Saint-Pétersbourg par la terre pour y annoncer le succès de sa mission, laissant hiverner de nouveau officiers et équipage qui rejoindront Arkhangelsk en août 1739.
À son retour, Malyguine devient instructeur des navigateurs de la flotte maritime militaire de Russie (1741-1748). Il entre en 1762 à l'Amirauté russe de Kazan où il finit sa vie.